# Angonyx krishna
 Angonyx krishna là một loài bướm đêm thuộc họ Sphingidae. Nó được tìm thấy ở miền nam Ấn Độ và Sri Lanka.